# Dayton Daily News Building
El Dayton Daily News Building es una estructura histórica ubicada en la esquina de las calles 4th y Ludlow en Dayton, Ohio. Fue diseñado por el arquitecto Albert Pretzinger para el fundador del Dayton Daily News, James M. Cox. Según la autobiografía de Cox, un banquero local le rechazó un préstamo y le dijo: “Nunca se ha sabido que los periódicos ganen dinero. Por supuesto que no podemos acomodarte”. Después de que le rechazaran un préstamo bancario para comenzar el periódico, Cox le pidió a Pretzinger que "le construyera un maldito banco" para que siguiera el modelo del edificio Knickerbocker Trust en la ciudad de Nueva York. Entre los componentes más significativos del edificio de tres pisos se encuentran los que rodean la entrada: tres tramos de ancho, la fachada presenta un conjunto de columnas corintias, un conjunto de columnas estriadas de orden dórico que forman un gran frontispicio alrededor de la entrada y un frontón parcial con cornisa sostenida por cornucopiae. Sus paredes están construidas con una mezcla de madera y granito. 
El edificio fue construido entre 1908 y 1910 y ampliado en las décadas de 1920, 1950 y 1970. El edificio de 1908 fue remodelado en 1989. El 30 de noviembre de 1978 fue agregado al Registro Nacional de Lugares Históricos. En abril de 2007, las oficinas comerciales y editoriales del periódico se mudaron al antiguo edificio NCR 31 en 1611 S. Main St. en el lado sur de Dayton, cerca del campus de la Universidad de Dayton.
Las partes más nuevas del edificio Dayton Daily News fueron demolidas en 2013. Solo queda el edificio de 1908 en la esquina. El edificio Schwind en 27 Ludlow, construido en 1913, implosionó el 17 de agosto de 2013 como parte del proceso de demolición.